# Metallo-Chimique
La Metallo-Chimique N.V., aussi connue sous le nom de Metallo, est une ancienne entreprise métallurgique belge basée à Beerse, spécialisée dans le recyclage et le traitement de métaux non ferreux, en particulier le cuivre, l'étain et le plomb.
L'entreprise est une des pionnières dans l'utilisation du procédé Kaldo pour la métallurgie des non ferreux, en particulier pour le recyclage de déchets. Le nom disparait en 2021, lors de son intégration dans le groupe Aurubis.

## Histoire

### Genèse (1899 - 1918)
L'origine de l'entreprise remonte au 18 juillet 1899, lorsque l’Antwerp Chemical Works, est créée à Beerse. En 1908, celle-ci est liquidée et la Compagnie des Métaux Rares, spécialisée dans la production de plomb et d’antimoine, y construit une usine de production de sulfate de cuivre. Une année après, la Compagnie des Métaux Rares devient la société Métallurgie de la Campine.

### Développement et expertise dans le sulfate de cuivre (1919 - 1945)
Au lendemain de la Première Guerre mondiale, le 10 novembre 1919, la Métallurgie de la Campine vend ses immobilisations corporelles à une société nouvellement créée : La Metallo-Chimique.
La nouvelle société se développe pendant l'entre-deux-guerres. Elle transforme les déchets et le minerai concentré de cuivre en sulfate de cuivre. Au début des années 1920, elle en produit 7 000 tonnes/an en se distinguant à la fois par son respect de l'environnement (selon L'Écho de la bourse, la végétation luxuriante autour de l’usine démontre que cette dernière n'émet pas les gaz sulfurés typiques des usines comparables), et par la pureté chimique des produits livrés.
Malgré un violent incendie le 17 juillet 1933, la société prospère. Ses marchés principaux sont alors la France et ses colonies, l'Angleterre et l'Amérique du Nord et du Sud. Elle fait alors travailler 250 employés.

### Innovation dans la pyrométallurgie des non-ferreux (1946-1983)
Une nouvelle fonderie est construite dans les années 1950 pour augmenter la capacité de recyclage de déchets de cuivre. Parallèlement, la production de cuivre à partir de minerais sulfurés (chalcopyrites) est développée avec un four de grillage et une installation d’acide sulfurique. Une unité d'affinage par électrolyse est mise en service. Ainsi, l'usine s'aligne sur les meilleures techniques de son époque.
Mais la Metallo-Chimique va aller au-delà en adoptant le convertisseur Kaldo (ou TBRC) pour le recyclage de déchets de cuivre. Ce convertisseur, inventé en 1948 pour l'affinage de la fonte brute phosphoreuse et adapté à la conversion de mattes de nickel en 1958, est un outil prometteur. Ses coûts d'exploitation élevés peuvent être compensés par sa grande flexibilité. Le pari technologique est réussi, et l'entreprise se réorganise autour de ce procédé : « Petit à petit, un processus de recyclage du cuivre, de l’étain et du plomb à partir de matières premières plus complexes est mis au point. Dans les années 1970, [c'est le] passage au traitement exclusif de matières premières secondaires. » Le Kaldo permet, à partir de 1974, de séparer l'étain, jusque-là considéré comme une impureté, du plomb. L'entreprise développe des nuances plomb-étain, notamment en investissant en 1983 dans un four à vide.
Bien que discrète, l'entreprise prend en 1970 la précaution de protéger ses pratiques par un brevet déposé en Amérique du Nord. En effet, cette année là, la création de Chemetco, dans l'Illinois, se fait avec des capitaux et le savoir-faire belge. Tout au long de l'existence de Chemetco, des liens étroits sont maintenus entre les deux entreprises. Chemetco commence sa production en 1970 avec un convertisseur construit par Krupp. En 1981-1982, 3 Kaldo supplémentaires sont installés : ces nouveaux fours sont identiques aux Kaldo de 70 tonnes utilisés à Beerse. Lors du démantèlement de l'usine américaine, en 2008, les mécanismes des 3 convertisseurs seront rachetés et reviendront en Belgique.

### Réorganisations dans un contexte international (1983 - 2021)
En 1983, la Metallo-Chimique International N.V. est créée pour le négoce des déchets non-ferreux, ainsi que la vente des produits finis. Cette création marque aussi la volonté de s'internationaliser : en 1986, l'entreprise prend le contrôle de deux fonderies de cuivre à Biscay et Bilbao et d'une usine d'électrolyse à Berango. Les usines espagnoles sont réorganisées sous l'entité Elmet SLU. La réorganisation industrielle se déploie immédiatement : la fonderie de Bilbao, obsolète, est fermée en 1991, alors que l'usine de Berango est dotée d'un four qui, dès 1992, l'alimente avec 1 500 tonnes de cuivre noir par mois. En 2000, 7 500 tonnes y sont fondues chaque mois.
L'usine de Beerse continue de se maintenir au meilleur niveau. En 1986, la production d’étain pur, de plomb et de plomb aigre démarre à l’usine de Beerse. En 1993, un four identique à celui de Berango y est implanté.
En 2004, les deux entités Metallo-Chimique International N.V. et Metallo-Chimique N.V. sont regroupées dans Metallo Chimique N.V.. Le 21 mars 2007, l'actionnaire principal change, et l'entreprise fait partie du Metallum Holding. En 2013, la Metallum Holding, qui comprend donc la Metallo Chimique N.V., est achetée par la société d'investissement TowerBrook Capital Partners (en). Cet acheteur défait la holding et revient à la situation précédente : l'activité commerciale de la Metallum est rachetée en 2015 par le groupe Thommen, tandis que les usines de la Metallo sont vendues en 2019 à Aurubis. La Metallo Group Holding, qui comprend les sites belge de Beerse (450 employés) et espagnol de Berango (90 employés) est cédée pour 380 millions d'euros.
Une fois l'acquisition finalisée, Aurubis annonce la disparition de la Metallo à partir du 1er décembre 2021, les deux sites industriels devenant dès lors Aurubis Beerse et Aurubis Berango.

## Stratégie et production
La Metallo-Chimique a été un acteur important du recyclage des déchets non ferreux. L'utilisation intensive de ses 5 convertisseurs Kaldo (ou TBRC) est une stratégie originale, qui a été imitée par de nombreuses usines.
Outre ses sous-produits (scories, oxyde de zinc, etc.) les deux sites de Beerse et Berango produisaient, au moment de leur rachat, chaque mois, environ 10 000 tonnes d'anodes de cuivre, 1 500 tonnes de lingots de plomb et 800 tonnes de lingots d'étain, tous à partir de déchets recyclés importés du monde entier. Elle était alors le plus gros producteur d'étain en Europe.